# August von Kreling

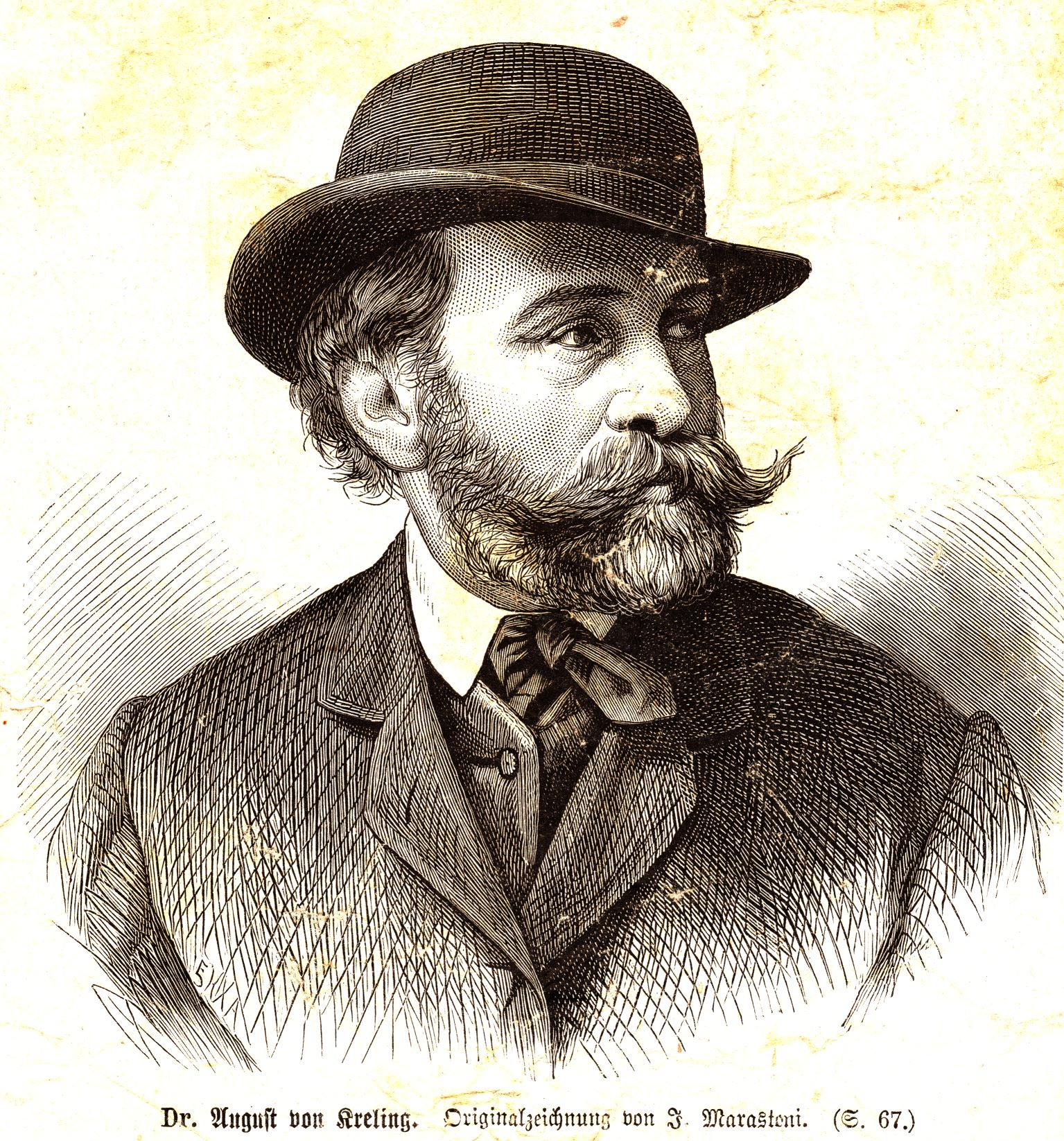
August von Kreling, em 1875.

August von Kreling (Osnabrück, 23 de maio de 1819 — Nuremberga, 22 de abril de 1876) foi um pintor e escultor alemão.
Foi um homem de enriquecido dom artístico, educação versátil, bastante experiente do ponto de vista prático e de extraordinária energia.

## Biografia
Kreling era filho de Johann Friedrich Kreling, um padeiro, e de Marie Margarethe Biermann. Depois de terminar sua educação secundária na escola local de sua cidade, ele ajudou seu pai com seus negócios. Em 1835, aos dezesseis anos, August mudou-se para uma universidade politécnica em Hanôver, tornando-se aprendiz do escultor Ernst von Bandel (1800-1876).
No ano seguinte, por recomendação, Kreling foi para a Academia de Belas Artes de Munique, onde estudou com Peter von Cornelius (1784-1867) e com Ludwig Schwanthaler (1802-1848). Nesse período, Kreling desistiu da escultura em favor da pintura. Realizou nove cópias de obras artísticas para o teatro de Hanôver.

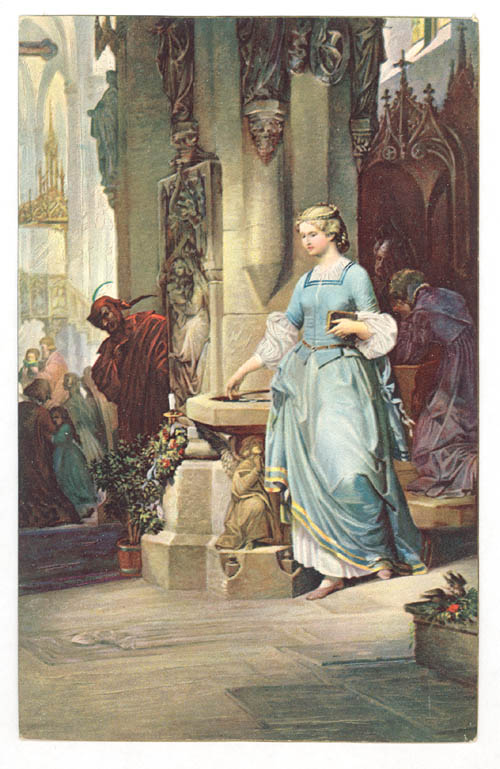
Gretchen in der Kirche

Entre 1847 e 1848, Kreling trabalhou no norte da Itália. Em Veneza, copiou os trabalhos de Paolo Veronese. Em 1853, o rei Maximilian II da Baviera nomeou-o diretor da Escola de Arte de Nuremberga. Sua administração organizada e modernizadora fez do instituto um modelo para todas as escolas similares na Alemanha. Kreling deteve o cargo até 1874.
A obra "A coroação de Ludwig I da Baviera" é considerada um dos trabalhos mais importantes de seus anos iniciais em Nuremberga. Foi entregue a Maximilian II, filho de Ludwig I. Quando o posto de diretor da academia de artes de Berlim lhe foi oferecido, Kreling rejeitou-o por causa do pequeno orçamento.
Em 1850, o empresário norte-americano Henry Probasco, mais tarde prefeito da cidade de Cincinnati, Ohio, Estados Unidos, patrocinou a construção de uma fonte na sua cidade (em memória a seu falecido cunhado, Tyler Davidson) similar a uma outra que Kreling e o escultor Ferdinand von Miller tinham projetado juntos muitos anos antes. O resultado foi a Fonte de Tyler Davidson, hoje símbolo popular da cidade.
Em 1854, em Munique, August von Kreling casou-se com Johanna, filha do pintor Wilhelm von Kaulbach. Eles tiveram três filhas e dois filhos, entre eles Wilhelm von Kreling. Ainda no mesmo ano, Kreling supervisionou a restauração do Castelo Imperial de Nuremberga.
Em 1858, os Príncipes de Liechtenstein comissionaram Kreling como arquiteto. Em 1861, Kreling tomou responsabilidade de uma decoração inteira para uma celebração em Nuremberga. Em 1870, para a cidade de Tübingen, ele criou um monumento para o astrônomo Johannes Kepler, que então estava sendo moldado pela companhia Lenz & Herold. No mesmo ano, foi honrado com um doutorado em Filosofia pela Universidade de Tübingen.
Em 1873, foi elevado à nobreza por Ludwig II e recebeu o prêmio Maximiliansorden por ciência e arte. Faleceu em Nuremberga, aos cinqüenta e sete anos.